# The Seven Deadly Sins: Grudge of Edinburgh
The Seven Deadly Sins: Grudge of Edinburgh (jap. 七つの大罪 怨嗟のエジンバラ Nanatsu no taizai: Ensa no Ejinbara) – japoński dwuczęściowy film animowany na podstawie mangi Seven Deadly Sins autorstwa Nakaby Suzukiego. Za produkcję odpowiadały studia Alfred Imageworks i Marvy Jackm. Film został wydany na platformie Netflix. Pierwsza część ukazała się 20 grudnia 2022, natomiast premiera drugiej miała miejsce 8 sierpnia 2023.
Akcja filmu rozgrywa się między ostatnim odcinkiem serialu Seven Deadly Sins a jego sequelem Four Knights of the Apocalypse.

## Fabuła

### Część 1
Po koronacji na króla i królową Liones, demon Meliodas i bogini Elizabeth mają syna o imieniu Tristan, który dziedziczy zdolności swoich rodziców. Podczas sparingu ze swoim przyjacielem Lancelotem, pół-wróżkowym synem towarzysza Meliodasa, Bana, dziesięcioletni Tristan na krótko zostaje opanowany przez swoje demoniczne instynkty i poważnie rani Lancelota, który wkrótce potem znika. Zawstydzony i przerażony możliwością ponownej utraty kontroli, Tristan szuka mniej brutalnych zastosowań swoich mocy, co nadwyręża jego relację z rodzicami.
Cztery lata później Elizabeth zapada na śmiertelną chorobę z powodu klątwy rzuconej przez kapłana, sługę byłego świętego rycerza Deathpierce’a, który pragnie zemsty za krzywdy doznane ze strony klanu demonów i klanu bogów czternaście lat wcześniej. Bezskutecznie próbując uzdrowić Elizabeth za pomocą swoich boskich mocy, Tristan wyczuwa obecność kapłana i wyrusza z Liones, aby uratować matkę. Towarzysz Meliodasa, Gowther, umieszcza na Tristanie nadajnik i kontaktuje się z Banem, Diane i Kingiem – dawnymi członkami rozwiązanej grupy Siedmiu Grzechów Głównych. Tymczasem Deathpierce zaczyna porywać demony, olbrzymów i wróżki, by łączyć je w potworne chimery za pomocą swojej mistycznej Różdżki Chaosu, zamierzając podbić nimi Liones.
Tristan spotyka wróżkę, która uratowała troje nieludzkich dzieci przed pustymi – armią magicznych automatów Deathpierce’a. Pomimo wrogości wróżki wobec Tristana, obaj łączą siły i podążają za pojmanymi rodzicami dzieci do domeny Deathpierce’a w Edynburgu, gdzie odpierają ataki jego armii i ratują zakładników. Gdy Tristan jest bliski śmierci, walcząc o kontrolę nad swoimi demonicznymi instynktami, wróżka ratuje go i przybiera ludzką postać, ujawniając, że jest Lancelotem.

### Część 2
Tristan stawia czoła Lancelotowi za to, że zniknął, lecz ten pozostaje rozgoryczony wypadkiem z ich dzieciństwa. Gdy pojawia się kolejna fala pustych, obaj omijają ich dzięki lodowemu mostowi stworzonemu przez rycerza z gwiaździstym wizjerem, który prowadzi ich do zamku Deathpierce’a. Podczas gdy Tristan i Lancelot walczą z Deathpiercem i kapłanem, Diane rzuca Meliodasa, Bana i Gowthera prosto do Edynburga, gdzie eliminują armię Deathpierce’a. Po tym, jak Tristan pokonuje kapłana, Elizabeth całkowicie zdrowieje i przybywa z Diane oraz Kingiem wkrótce potem.
Tristan i Lancelot podążają za Deathpiercem, który wycofuje się do innego wymiaru. Pogrążony w rozpaczy z powodu niespełnionej zemsty, Deathpierce zostaje przemieniony przez swoją Różdżkę Chaosu w potężne monstrum. Lancelot zachęca Tristana, by przestał się powstrzymywać, tłumacząc, że jego zgorzknienie wynika z faktu, iż Tristan odmówił kontynuowania ich sparingu. Teraz, ufając Lancelotowi, że będzie w stanie go powstrzymać, Tristan dobrowolnie uwalnia swoje demoniczne instynkty i pokonuje Deathpierce’a, który wraca do swojej ludzkiej postaci. Następnie Lancelot obezwładnia bezmyślnego Tristana i niszczy Różdżkę Chaosu, wiedząc, że Deathpierce otrzymał ją od Artura Pendragona jako wsparcie dla swoich ambicji.
Po zmieszczeniu różdżki Tristan, Lancelot i Deathpierce wracają do Edynburga, gdzie Tristan ponownie spotyka się ze swoimi rodzicami i godzi się z nimi. Ban dostrzega Lancelota opuszczającego zamek samotnie i rozpoznaje lodowy most jako dzieło Jericho, zaginionej opiekunki Lancelota. Reszta wraca do Liones, podczas gdy Lancelot odchodzi, a Jericho podąża za nim w oddali.

## Obsada
| Postać           | Japoński dubbing                      | Polski dubbing                                         |
| ---------------- | ------------------------------------- | ------------------------------------------------------ |
| Tristan Liones   | Ayumu Murase Mikako Komatsu (dziecko) | Julia Kołakowska                                       |
| Lancelot         | Kōki Uchiyama                         | Antoni Scardina                                        |
| Meliodas         | Yūki Kaji                             | Krzysztof Szczerbiński (część 1) Adam Krylik (część 2) |
| Elizabeth Liones | Sora Amamiya                          | Bożena Furczyk                                         |
| Diane            | Aoi Yūki                              | Marta Kurzak                                           |
| Ban              | Tatsuhisa Suzuki                      | Jakub Szydłowski                                       |
| King             | Jun Fukuyama                          | Michał Podsiadło                                       |
| Gowther          | Yuhei Takagi                          | Karol Jankiewicz                                       |

## Produkcja i wydanie
W listopadzie 2021 ogłoszono, że manga Seven Deadly Sins otrzyma dwuczęściowy film anime. Reżyserem został Bob Shirahata, a za produkcję odpowiadały studia Alfred Imageworks i Marvy Jack. Rinatō Ikeda powrócił jako scenarzysta po napisaniu scenariusza do filmu Cursed by Light. Produkcja zamiast tradycyjnej animacji rysowanej ręcznie wykorzystuje animację komputerową. W marcu 2022 poinformowano, że kluczowi członkowie obsady ponownie wcielą się w swoje role, a także że Ayumu Murase i Mikako Komatsu zostali obsadzeni odpowiednio jako nastoletni i młody Tristan. Motywem przewodnim pierwszego filmu jest utwór „LEMONADE” autorstwa Hiroyukiego Sawano i XAI.
Dwuczęściowy film został wydany w serwisie Netflix. Pierwsza część miała premierę 20 grudnia 2022, a druga 8 sierpnia 2023.